# Вільгельм Вебер (офіцер СС)
Вільгельм Вебер (нім. Wilhelm Weber; 19 березня 1918, Детмольд — 2 березня 1980, Бенсгайм) — німецький офіцер, оберштурмфюрер СС. Кавалер Лицарського хреста Залізного хреста.
Під час битви за Берлін знищив 15 радянських танків і був важко поранений в плече.

## Нагороди
- Почесний кут старих бійців
- Німецька імперська відзнака за фізичну підготовку в бронзі
- Німецький кінний знак в бронзі
- Медаль «У пам'ять 1 жовтня 1938» із застібкою «Празький град»
- Залізний хрест
  - 2-го класу (1939)
  - 1-го класу (1941)
- Золотий почесний знак Гітлер'югенду
- Медаль «За зимову кампанію на Сході 1941/42»
- Нагрудний знак ближнього бою в сріблі
- Нагрудний знак «За поранення» в сріблі
- Лицарський хрест Залізного хреста (29 квітня 1945) — як оберштурмфюрер СС і командир дивізійної бойової школи 33-ї гренадерської дивізії СС «Шарлемань»; вручений Вільгельмом Монке.